# Vital Remains
Vital Remains ist eine 1989 gegründete US-amerikanische Death-Metal-Band. Sie zeichnet sich durch eine „brutale“, schnell gespielte, aber dennoch technisch versierte Spielweise aus. Ihre musikalischen Einflüsse sind auf Bands wie Venom, Celtic Frost, Bathory, Mercyful Fate, Sodom und Destruction zurückzuführen. Die Texte enthalten durchweg antichristliche Inhalte.

## Geschichte

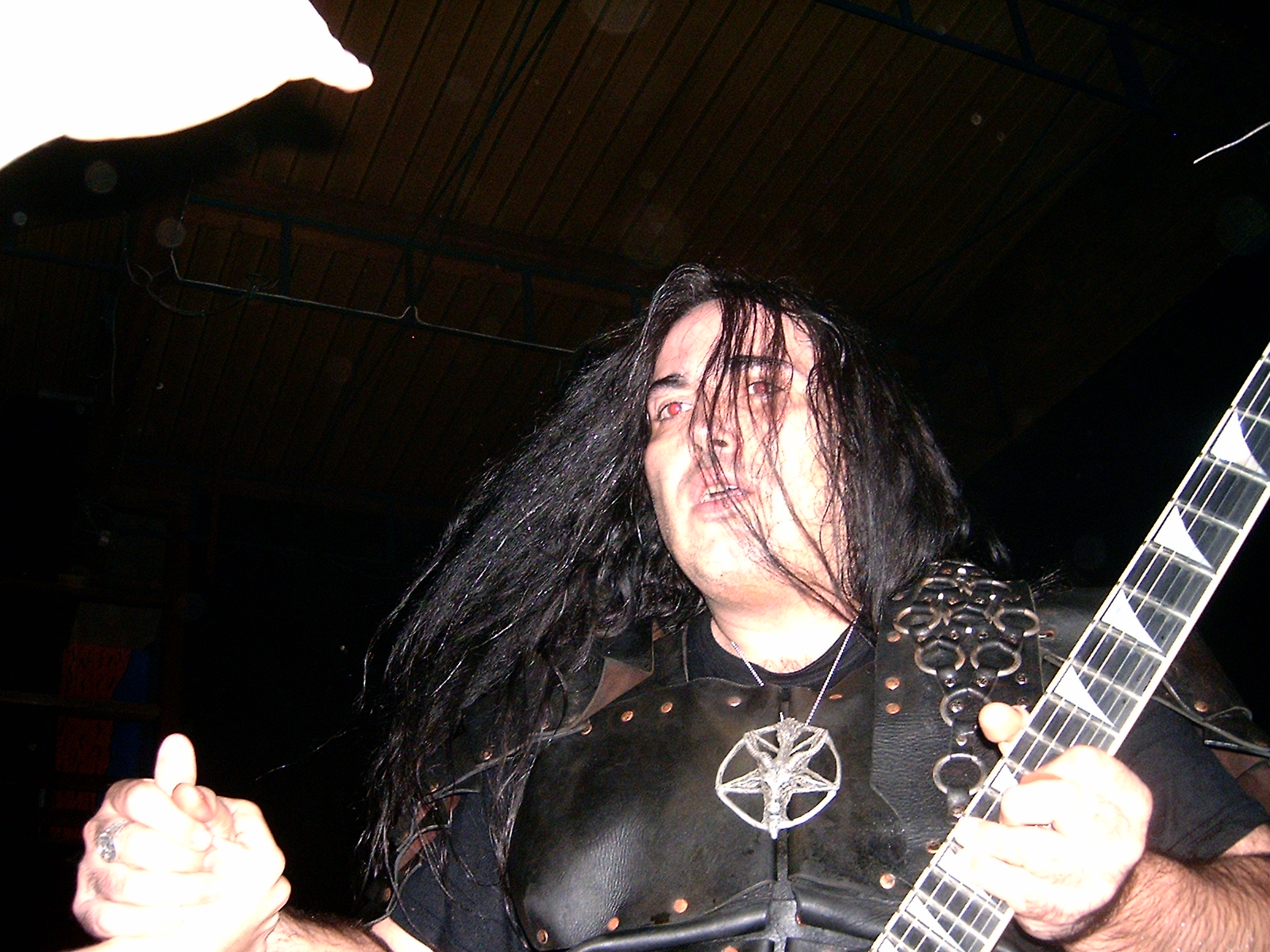
Tony Lazaro

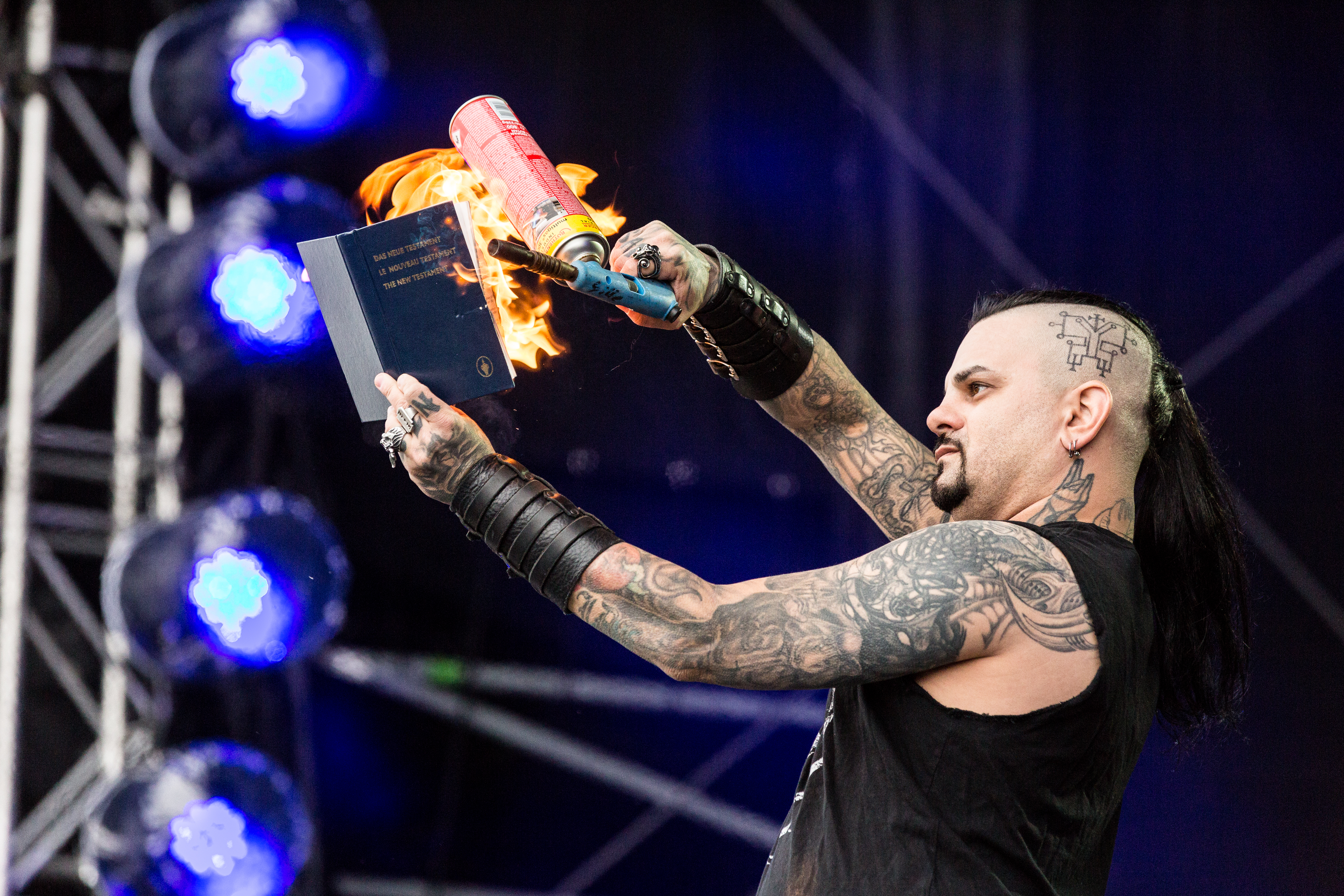
Brian Werner verbrennt eine Bibel, Party.San 2017

Die Band wurde 1989 in Providence gegründet. Nach zwei Demos konnte sie einen Plattenvertrag mit Peaceville unterschreiben. Das erste Album Let Us Pray erschien 1992, der Nachfolger Into Cold Darkness drei Jahre später. Während dieser Zeit war Black Metal der dominierende Trend im Underground des Metals. Trotz ihrer antichristlichen bis satanischen Texte konnte sich die Band aber nicht durchsetzen und verlor ihren Plattenvertrag. Sie machten anschließend als Trio weiter.
1997 konnte Vital Remains bei Osmose Productions unterschreiben, wo 1997 ihr Album Forever Underground erschien. 2000 veröffentlichte Vital Remains das letzte Album Dawn of the Apocalypse für das französische Label. Mehrere Line-Ups wechselten sich während dieser Zeit ab. Am Schlagzeug waren verschiedene Sessionmusiker tätig. Einzige Konstanten blieben Lazaro und Suzuki.
2001 nahmen Lazaro und Suzuki Glen Benton von Deicide in die Gruppe auf. Mit ihm veröffentlichten sie bisher zwei Alben für die Plattenfirma Century Media, bei der sie 2003 einen Vertrag unterschrieben haben.

## Diskografie
- Reduced to Ashes (Demo; 1989)
- Excruciating Pain (Demo; 1990)
- The Black Mass (EP; 1991)
- Let Us Pray (21. August 1992)
- Split-EP mit Morta Skuld (1993)
- Into Cold Darkness (25. März 1995)
- Forever Underground (25. März 1997)
- Dawn of the Apocalypse (25. März 2000)
- Dechristianize (22. August 2003)
- Horrors of Hell (2006; Best Of)
- Icons of Evil (2007)